# Ballspielverein Borussia 09 Dortmund 1975-1976
Questa voce raccoglie le informazioni riguardanti il Ballspielverein Borussia 09 Dortmund nelle competizioni ufficiali della stagione 1975-1976.

## Stagione
Nella stagione 1975-1976 il Borussia Dortmund, allenato da Otto Knefler e Horst Buhtz, concluse il campionato di 2. Bundesliga al 2º posto. In Coppa di Germania il Borussia Dortmund fu eliminato al secondo turno dallo Schalke 04.

## Rosa
| N. |                     | Ruolo | Calciatore          |
| -- | ------------------- | ----- | ------------------- |
|    | Germania (bandiera) | P     | Horst Bertram       |
|    | Germania (bandiera) | P     | Willi Brock         |
|    | Germania (bandiera) | D     | Lothar Huber        |
|    | Germania (bandiera) | D     | Ernst Savkovic      |
|    | Germania (bandiera) | D     | Friedhelm Schwarze  |
|    | Germania (bandiera) | D     | Hans-Joachim Wagner |
|    | Germania (bandiera) | C     | Klaus Ackermann     |
|    | Germania (bandiera) | C     | Gerd Kasperski      |
|    | Germania (bandiera) | C     | Helmut Nerlinger    |

| N. |                     | Ruolo | Calciatore        |
| -- | ------------------- | ----- | ----------------- |
|    | Ungheria (bandiera) | C     | Zoltán Varga      |
|    | Germania (bandiera) | C     | Miroslav Votava   |
|    | Germania (bandiera) | C     | Egwin Wolf        |
|    | Germania (bandiera) | A     | Peter Geyer       |
|    | Germania (bandiera) | A     | Hans-Werner Hartl |
|    | Germania (bandiera) | A     | Hans-Gerd Schildt |
|    | Germania (bandiera) | A     | Burghard Segler   |
|    | Germania (bandiera) | A     | Wolfgang Vöge     |

## Organigramma societario
Area tecnica
- Allenatore:
- Allenatore in seconda:
- Preparatore dei portieri:
- Preparatori atletici:

## Calciomercato

### Sessione estiva
| Acquisti | Acquisti       | Acquisti     | Acquisti |
| R.       | Nome           | da           | Modalità |
| -------- | -------------- | ------------ | -------- |
| A        | Peter Geyer    | TeBe Berlino |          |
| C        | Gerd Kasperski | Hannover 96  |          |
| A        | Wolfgang Vöge  | Ahlener SV   |          |

| Cessioni | Cessioni           | Cessioni          | Cessioni |
| R.       | Nome               | a                 | Modalità |
| -------- | ------------------ | ----------------- | -------- |
| D        | Wolfgang Berg      | Arminia Bielefeld |          |
| C        | Dieter Goldbach    | Union Solingen    |          |
| A        | Heinz-Dieter Greif | Osnabrück         |          |
| D        | Klaus Grunendahl   | RW Oberhausen     |          |
| C        | Josef Votava       | Göttingen         |          |

### Sessione invernale
| Acquisti | Acquisti | Acquisti | Acquisti |
| R.       | Nome     | da       | Modalità |
| -------- | -------- | -------- | -------- |

| Cessioni | Cessioni | Cessioni | Cessioni |
| R.       | Nome     | a        | Modalità |
| -------- | -------- | -------- | -------- |

## Risultati

### 2. Bundesliga

#### Girone di andata
| Arbitro: | Kohnen |

|                                            |           |  |
| Hartl 11’, 42’ Kasperski 70’ Nerlinger 90’ | Marcatori |  |

| Arbitro: | Roth |

|           |           |           |
| Graul 74’ | Marcatori | 83’ Varga |

| Arbitro: | Rögner |

|                            |           |                          |
| Nerlinger 9’ Kasperski 38’ | Marcatori | 37’ Mühlenberg 62’ Greif |

| Arbitro: | Basedow |

|                         |           |               |
| Hemfler 60’ Liedtke 73’ | Marcatori | 45’ Nerlinger |

| Arbitro: | Lutz |

|                                              |           |  |
| Schildt 2’ Kasperski 4’ Wagner 18’ Geyer 65’ | Marcatori |  |

| Arbitro: | Kindervater |

|  |           |                              |
|  | Marcatori | 21’, 28’ Geyer 85’ Nerlinger |

| Arbitro: | Brückner |

|                                                     |           |  |
| Geyer 13’ Varga 24’ Hartl 33’, 66’, 72’ Schildt 87’ | Marcatori |  |

| Arbitro: | Topolewski |

|            |           |                                |
| Mertes 14’ | Marcatori | 61’ Kasperski 88’ (rig.) Huber |

| Arbitro: | Oltmann |

|                         |           |  |
| Wolf 25’, 40’ Hayer 65’ | Marcatori |  |

| Arbitro: | Kindervater |

|                                       |           |                |
| Kasperski 14’, 49’, 56’ Nerlinger 77’ | Marcatori | 83’ Jendrossek |

| Arbitro: | Risse |

|  |           |                       |
|  | Marcatori | 29’ Hartl 60’ Schildt |

| Dortmund 2 novembre 1975, ore 15:00 CET 12ª giornata | Borussia Dortmund | 0 – 0 referto | Fortuna Colonia | Westfalenstadion (42 000 spett.)\| Arbitro: \| Basedow \| |
| Arbitro:                                             | Basedow           |               |                 |                                                           |

| Arbitro: | Hilker |

|             |           |                                       |
| Tenbrink 8’ | Marcatori | 1’, 88’ Varga 55’ Kasperski 73’ Hartl |

| Arbitro: | Holste |

|                          |           |  |
| Hartl 13’ Huber 40’, 88’ | Marcatori |  |

| Arbitro: | Wippker |

|             |           |               |
| Richter 80’ | Marcatori | 25’ Kasperski |

| Arbitro: | Wahmann |

|          |           |  |
| Varga 2’ | Marcatori |  |

| Arbitro: | Gremmler |

|               |           |                |
| Rosenfeld 22’ | Marcatori | 66’ (aut.) Box |

| Arbitro: | Gathmann |

|                                                                 |           |  |
| Nerlinger 2’ Hartl 55’, 62’, 67’ Geyer 56’, 80’ Marx 65’ (aut.) | Marcatori |  |

| Arbitro: | Kindervater |

|             |           |  |
| Willmsen 7’ | Marcatori |  |

#### Girone di ritorno
| Arbitro: | Risse |

|                            |           |           |
| Abel 48’ Cordes 51’ (rig.) | Marcatori | 37’ Hartl |

| Arbitro: | Wichmann |

|                   |           |                        |
| Kasperski 6’, 49’ | Marcatori | 59’ Peitsch 73’ Lienen |

| Arbitro: | Ohmsen |

|                                       |           |                     |
| Wittfoht 74’ (rig.) Nordmann 84’, 87’ | Marcatori | 16’ Geyer 73’ Hartl |

| Arbitro: | Horstmann |

|                                                                     |           |  |
| Nerlinger 12’, 48’ Mielke 17’ (aut.) Schildt 25’ Kasperski 63’, 88’ | Marcatori |  |

| Arbitro: | Roth |

|                 |           |                                  |
| Stolzenburg 10’ | Marcatori | 49’ Nerlinger 73’ Wolf 87’ Geyer |

| Arbitro: | Rieb |

|                         |           |           |
| Kasperski 45’ Geyer 84’ | Marcatori | 8’ Lausen |

| Arbitro: | Sommershoff |

|             |           |                  |
| Spazier 14’ | Marcatori | 60’ (rig.) Huber |

| Arbitro: | Weiland |

|                                          |           |  |
| Huber 21’ (rig.) Nerlinger 30’ Hartl 61’ | Marcatori |  |

| Arbitro: | Gabor |

|                                 |           |  |
| Huber 32’ Schildt 36’ Hartl 83’ | Marcatori |  |

| Arbitro: | Roth |

|                          |           |                  |
| Hammes 51’ Babington 64’ | Marcatori | 31’ (rig.) Huber |

| Arbitro: | Waltert |

|                          |           |             |
| Wagner 22’ Ackermann 66’ | Marcatori | 87’ Fechner |

| Arbitro: | Ahlenfelder |

|                                        |           |            |
| Mödrath 23’ Bauerkämper 27’ Otters 86’ | Marcatori | 15’ Wagner |

| Arbitro: | Teichert |

|                                                                 |           |  |
| Varga 6’ Vöge 35’ Geyer 37’ Ackermann 38’ Huber 40’ (rig.), 62’ | Marcatori |  |

| Arbitro: | Kaiser |

|              |           |                       |
| Schwarze 87’ | Marcatori | 15’ Schildt 84’ Geyer |

| Dortmund 23 maggio 1976, ore 15:00 CET 34ª giornata | Borussia Dortmund | 0 – 0 referto | Union Solingen | Westfalenstadion (18 000 spett.)\| Arbitro: \| Heitmann \| |
| Arbitro:                                            | Heitmann          |               |                |                                                            |

| Arbitro: | Eschweiler |

|                                                   |           |           |
| Kaczor 43’ (rig.) Jank 53’ Karbowiak 66’ Blau 69’ | Marcatori | 49’ Hartl |

| Arbitro: | Burgers |

|                                                             |           |                        |
| Geyer 13’ Wolf 28’, 46’, 76’ Kasperski 62’ Huber 75’ (rig.) | Marcatori | 18’ Marsollek 61’ Skov |

| Arbitro: | Wuttke |

|  |           |                   |
|  | Marcatori | 9’ Wolf 56’ Hartl |

| Arbitro: | Redelfs |

|                              |           |  |
| Geyer 12’ Hartl 63’ Wolf 80’ | Marcatori |  |

### Coppa di Germania
| Arbitro: | Möckel |

|  |           |                                                                 |
|  | Marcatori | 10’ (rig.) Huber 51’ Geyer 60’ Wolf 67’, 89’ Kasperski 84’ Vöge |

| Arbitro: | Klauser |

|                         |           |           |
| Bongartz 21’ Dubski 27’ | Marcatori | 47’ Hartl |

## Statistiche

### Statistiche di squadra
| Competizione      | Punti | In casa | In casa | In casa | In casa | In casa | In casa | In trasferta | In trasferta | In trasferta | In trasferta | In trasferta | In trasferta | Totale | Totale | Totale | Totale | Totale | Totale | DR  |
| Competizione      | Punti | G       | V       | N       | P       | Gf      | Gs      | G            | V            | N            | P            | Gf           | Gs           | G      | V      | N      | P      | Gf     | Gs     | DR  |
| ----------------- | ----- | ------- | ------- | ------- | ------- | ------- | ------- | ------------ | ------------ | ------------ | ------------ | ------------ | ------------ | ------ | ------ | ------ | ------ | ------ | ------ | --- |
| 2. Bundesliga     | 52    | 19      | 15      | 4       | 0       | 64      | 9       | 19           | 7            | 4            | 8            | 29           | 28           | 38     | 22     | 8      | 8      | 93     | 37     | +56 |
| Coppa di Germania | -     | 0       | 0       | 0       | 0       | 0       | 0       | 2            | 1            | 0            | 1            | 7            | 2            | 2      | 1      | 0      | 1      | 7      | 2      | +5  |
| Totale            | 52    | 19      | 15      | 4       | 0       | 64      | 9       | 21           | 8            | 4            | 9            | 36           | 30           | 40     | 23     | 8      | 9      | 100    | 39     | +61 |

### Andamento in campionato
| Giornata  | 1 | 2 | 3 | 4  | 5 | 6 | 7 | 8 | 9 | 10 | 11 | 12 | 13 | 14 | 15 | 16 | 17 | 18 | 19 | 20 | 21 | 22 | 23 | 24 | 25 | 26 | 27 | 28 | 29 | 30 | 31 | 32 | 33 | 34 | 35 | 36 | 37 | 38 |
| --------- | - | - | - | -- | - | - | - | - | - | -- | -- | -- | -- | -- | -- | -- | -- | -- | -- | -- | -- | -- | -- | -- | -- | -- | -- | -- | -- | -- | -- | -- | -- | -- | -- | -- | -- | -- |
| Luogo     | C | T | C | T  | C | T | C | T | T | C  | T  | C  | T  | C  | T  | C  | T  | C  | T  | T  | C  | T  | C  | T  | C  | T  | C  | C  | T  | C  | T  | C  | T  | C  | T  | C  | T  | C  |
| Risultato | V | N | N | P  | V | V | V | V | P | V  | V  | N  | V  | V  | N  | V  | N  | V  | P  | P  | N  | P  | V  | V  | V  | N  | V  | V  | P  | V  | P  | V  | V  | N  | P  | V  | V  | V  |
| Posizione | 2 | 4 | 7 | 11 | 5 | 3 | 2 | 1 | 4 | 4  | 2  | 2  | 1  | 1  | 1  | 1  | 2  | 1  | 1  | 3  | 4  | 5  | 5  | 4  | 2  | 1  | 1  | 1  | 1  | 1  | 2  | 2  | 2  | 2  | 2  | 2  | 2  | 2  |

Legenda:

Luogo: C = Casa; T = Trasferta. Risultato: V = Vittoria; N = Pareggio; P = Sconfitta.

### Statistiche dei giocatori
| Giocatore    | 2. Bundesliga | 2. Bundesliga | 2. Bundesliga | 2. Bundesliga | Relegation Bundesliga | Relegation Bundesliga | Relegation Bundesliga | Relegation Bundesliga | Coppa di Germania | Coppa di Germania | Coppa di Germania | Coppa di Germania | Totale   | Totale | Totale      | Totale     |
| Giocatore    | Presenze      | Reti          | Ammonizioni   | Espulsioni    | Presenze              | Reti                  | Ammonizioni           | Espulsioni            | Presenze          | Reti              | Ammonizioni       | Espulsioni        | Presenze | Reti   | Ammonizioni | Espulsioni |
| ------------ | ------------- | ------------- | ------------- | ------------- | --------------------- | --------------------- | --------------------- | --------------------- | ----------------- | ----------------- | ----------------- | ----------------- | -------- | ------ | ----------- | ---------- |
| K. Ackermann | 29            | 2             | 0             | 0             | 2                     | 0                     | 0                     | 0                     | 1                 | 0                 | 0                 | 0                 | 32       | 2      | 0           | 0          |
| H. Bertram   | 38            | 0             | 1             | 0             | 2                     | 0                     | 0                     | 0                     | 2                 | 0                 | 0                 | 0                 | 42       | 0      | 1           | 0          |
| W. Brock     | 1             | 0             | 0             | 0             | 0                     | 0                     | 0                     | 0                     | 0                 | 0                 | 0                 | 0                 | 1        | 0      | 0           | 0          |
| P. Geyer     | 37            | 13            | 4             | 0             | 2                     | 1                     | 0                     | 0                     | 2                 | 1                 | 1                 | 0                 | 41       | 15     | 5           | 0          |
| H. Hartl     | 37            | 18            | 1             | 0             | 2                     | 1                     | 0                     | 0                     | 2                 | 1                 | 1                 | 0                 | 41       | 20     | 2           | 0          |
| L. Huber     | 38            | 10            | 3             | 0             | 2                     | 1                     | 0                     | 0                     | 2                 | 1                 | 0                 | 0                 | 42       | 12     | 3           | 0          |
| G. Kasperski | 29            | 15            | 2             | 0             | 2                     | 0                     | 0                     | 0                     | 2                 | 2                 | 0                 | 0                 | 33       | 17     | 2           | 0          |
| H. Nerlinger | 35            | 10            | 1             | 0             | 2                     | 0                     | 0                     | 0                     | 2                 | 0                 | 0                 | 0                 | 39       | 10     | 1           | 0          |
| E. Savkovic  | 27            | 0             | 4             | 1             | 0                     | 0                     | 0                     | 0                     | 1                 | 0                 | 0                 | 0                 | 28       | 0      | 4           | 1          |
| H. Schildt   | 29            | 6             | 2             | 0             | 2                     | 0                     | 0                     | 0                     | 2                 | 0                 | 0                 | 0                 | 33       | 6      | 2           | 0          |
| F. Schwarze  | 20            | 0             | 2             | 0             | 2                     | 0                     | 0                     | 0                     | 1                 | 0                 | 0                 | 0                 | 23       | 0      | 2           | 0          |
| B. Segler    | 21            | 0             | 0             | 0             | 2                     | 0                     | 0                     | 0                     | 0                 | 0                 | 0                 | 0                 | 23       | 0      | 0           | 0          |
| Z. Varga     | 27            | 6             | 0             | 0             | 1                     | 0                     | 0                     | 0                     | 2                 | 0                 | 0                 | 0                 | 30       | 6      | 0           | 0          |
| M. Votava    | 31            | 0             | 5             | 0             | 2                     | 0                     | 1                     | 0                     | 2                 | 0                 | 0                 | 0                 | 35       | 0      | 6           | 0          |
| W. Vöge      | 14            | 1             | 0             | 0             | 0                     | 0                     | 0                     | 0                     | 1                 | 1                 | 0                 | 0                 | 15       | 2      | 0           | 0          |
| H. Wagner    | 36            | 3             | 2             | 0             | 0                     | 0                     | 0                     | 0                     | 1                 | 0                 | 0                 | 0                 | 37       | 3      | 2           | 0          |
| E. Wolf      | 28            | 6             | 2             | 0             | 2                     | 1                     | 1                     | 0                     | 2                 | 1                 | 0                 | 0                 | 32       | 8      | 3           | 0          |